# Simion Stanciu (om politic)
Simion Stanciu (n. 6 noiembrie 1814, Bosancea, Bucovina, Imperiul Habsburgic – d. 2 mai 1881, Salcea, județul Botoșani, Regatul României) a fost om politic, primar și epitrop.
„Odată cu schimbările democratice ale anului 1848, în Imperiul Habsburgic, bosâncenii își văd ales în Dieta din Viena, un consătean, Simion Stanciu, cel care, mutându-se mai târziu la Salcea, va fi și primul deputat țăran din județul Botoșani în divanul ad-hoc al Moldovei.”
Clăcașul Simion Stanciu a reprezentat cu cinste țărănimea din județul Botoșani în Divanul ad-hoc al Moldovei. Împreună cu cei 12 reprezentanți ai țăranilor din celelalte județe ale Moldovei, printre care și moș Ion Roată, au depus la 8 noiembrie 1857 pe biroul Divanului acea faimoasă plângere despre situația țărănimii, petiție despre care Mihail Kogălniceanu spunea că a fost scrisă cu litere de foc și de sânge. 
În calitate de „deputat” a luptat pentru Unirea Principatelor, totodată fiind conducător al comitetului unionist din comuna Salcea.
La alegerile din 24 noiembrie 1857 a fost reales deputat, fiind unul din cei cinci deputați țărani care mai făcuseră parte din Divanul Ad-Hoc înainte de 1857.
Simion Stanciu este singurul reprezentant al țăranilor români, din a doua jumătate a secolului XIX, prezent în forurile legislative a două țări, respectiv: Imperiul Habsburgic și Principatul Moldova.